# Assisi bianco
L'Assisi bianco è un vino DOC la cui produzione è consentita nella provincia di Perugia.

## Caratteristiche organolettiche
- colore: giallo paglierino con leggeri riflessi verdognoli
- odore: gradevole, fresco, caratteristico
- sapore: asciutto, fresco, leggermente fruttato

## Produzione
Provincia, stagione, volume in ettolitri
- nessun dato disponibile